# Isachsenfjella
Isachsenfjella är ett berg i Antarktis. Det ligger i Östantarktis. Norge gör anspråk på området. Toppen på Isachsenfjella är 2 750 meter över havet.
Terrängen runt Isachsenfjella är varierad. Trakten är obefolkad. Det finns inga samhällen i närheten. 